# Tulnici (gmina)
Tulnici – gmina w Rumunii, w okręgu Vrancea. Obejmuje miejscowości Coza, Greșu, Lepșa i Tulnici. W 2011 roku liczyła 3450 mieszkańców.